# Marie-Louise Hosdey
Marie-Louise Hosdey (Courcelles, 2 april 1945) is een Belgisch voormalig schutster.

## Levensloop
Hosdey nam deel aan de Olympische Zomerspelen van 1984 in het onderdeel 'luchtgeweer, 10 meter' te Los Angeles. Ze eindigde er op de 23e plaats in de eindrangschikking.
Ook nam ze deel aan de Europese kampioenschappen van 1978 te Kopenhagen, alwaar ze achtste werd in de eindstand van het onderdeel 'luchtgeweer, 10 meter'.